# Saint-Aignan (Gironde)
Saint-Aignan ist eine französische Gemeinde im Département Gironde in der Region Nouvelle-Aquitaine. Die Gemeinde liegt im näheren Einzugsgebiet der Stadt Libourne. Saint-Aignan hat 195 Einwohner (Stand 1. Januar 2022).
Die Gemeinde gehört zum Kanton Le Libournais-Fronsadais im Arrondissement Libourne. Mit den Gemeinden Saint-Germain-de-la-Rivière, La Rivière und Saint-Michel-de-Fronsac wurde eine interkommunale Vereinigung zur Trägerschaft der Grundschulen eingerichtet.

## Bevölkerungsentwicklung
| Jahr                       | 1962 | 1968 | 1975 | 1982 | 1990 | 1999 | 2008 | 2017 |
| Einwohner                  | 244  | 244  | 259  | 264  | 265  | 252  | 232  | 207  |
| Quellen: Cassini und INSEE |      |      |      |      |      |      |      |      |

## Baudenkmäler
Siehe: Liste der Monuments historiques in Saint-Aignan (Gironde)

## Weinbau
Saint-Aignan ist ein Weinbauort innerhalb des  Weinbaugebiets Fronsac.